# Phantom (Verenigde Staten)
Phantom is een merk van zeer kleine scooters.
Deze Amerikaanse “scooter” is een grotere versie van de Go-Ped, maar gebouwd door een andere fabrikant. De motor, die het achterwiel via een ketting aandrijft, is een 25 cc tweetakt.